# Szyroki Wierch
Der Szyroki Wierch (deutsch: Breiter Gipfel) ist ein Berg in Polen unweit der Grenze zur Slowakei. Er liegt auf dem Gemeindegebieten von Jaworzynka. Mit einer Höhe von 702 m ist er einer der niedrigeren Berge im südlichen Ausläufer des Barania-Kamms der Schlesischen Beskiden. Südlich des Gipfels verläuft die polnisch-slowakische Grenze. Das Dreiländereck Polen, Tschechien und Slowakei befindet sich westlich vom Gipfel. Nach slowakischer Kartographie liegt er in dem Jablunkauer Bergland.

## Tourismus
- Auf den Gipfel führen keine markierten Wanderwege
- Auf dem Gipfel befindet sich die studentische Berghütte Szyroki Wierch (poln. Chata na Szyrokim), die derzeit nicht genutzt wird.